# United Group Rail
A United Group Rail é uma companhia de engenharia férrea e especializada em re-construir vagões ferroviários.
Antes de 1999, a companhia era conhecida como A. Goninan & Co.. De 1999 a 2005 ela se chamava United Goninan, depois foi renomeada então para United Group Rail devido a uma reestruturação e fusão com a subsidiária da Alstom na Austrália "Alstom Transport - Austrália e Nova Zelândia", que foi adquirida pela United Group Limited naquele ano.

## História
Fundada em 1899 pelos irmãos Ralph e Alfred Goninan (1865 - 1953) como uma companhia de produção e engenharia para a indústria de carvão. A A. Goninan & Co. foi encorporada como uma companhia pública em 1905 e iniciou os negócios ferroviários em 1917.
A United Group Rail está baseada em Newcastle, Nova Gales do Sul e é uma unidade da United Group Limited. Ela possui uma equipe de 1,200 pessoas na Austrália e Ásia.

## Produtos
- Remodelação do vagões do Metro Commell M-stock para a MTR
- maquete - Reconstrução da DisneyLand line para a MTR
- A. Goninan LRV
- Locomotiva NR74
- EMU para a Railgroup
- vagões de passageiros
- vagões de carga
- Truque
- peças sobressalentes
- GG20B Green Goat locomotiva de manobras hibrida (em parceria com a Railpower Technologies)

## Clientes
- V/Line
- KCR
- MTR
- CityRail
- Pacific National
- QRNational